# Jacques-Bénigne Bossuet
Jacques-Bénigne Bossuet (27. září 1627 – 12. dubna 1704) byl francouzský teolog, kazatel, politik a spisovatel, od roku 1681 biskup v Meaux.

## Život
Je považován za jednoho z nejvýznamnějších francouzských stylistů a rétorů všech dob. Byl dvorním kazatelem Ludvíka XIV. a zastával galikanismus, teorii o božském právu francouzských králů vládnout, jíž podporoval politický absolutismus a vysokou míru nezávislosti francouzské církve na papežství. Ve svých dílech označoval monarchii za dobrou formu vlády. Monarchie má v jeho pojetí stabilitu, je zárukou vnitřního míru a díky tomu umožňuje dobrou práci vlády a správy, takže každý poddaný se cítí být součástí dobře spravované společnosti. Bossuet rozlišoval dvě formy vlády (a tedy i monarchie): vládu zvůle, která nezná zákony a činí z poddaných otroky bez zákonných práv, a vládu absolutní (gouvernement absolu), která vládne podle zásad rozumu a respektuje základní zákony, k nimž patří především tradicí vymezená osobní svoboda a nedotknutelnost soukromého vlastnictví. Absolutní monarcha rozhoduje tedy o všem s výjimkou majetku a života svých poddaných. Panovník je v této monarchii zdrojem výkonné a zákonodárné moci a jeho opatření stojí mimo lidskou kritiku, není zodpovědný nikomu ze smrtelníků, ale jen Bohu.
V době 17. století se činnost katolické církve neomezovala výlučně na náboženskou oblast, tedy na liturgii a řízení duchovního a morálního života, ale výrazně se projevovala také v péči o sociálně slabé. Právě v této sféře hrál Bossuet významnou roli a francouzský historik Georges Duby to zmiňuje v Dějinách Francie od počátků po současnost: " Velký zájem o chudé projevoval Bossuet, jenž věnoval slavné kázání jejich úžasné důstojnosti."
V roce 1685 zrušil Ludvík XIV. ediktem vydaným ve Fontainebleau edikt nantský a prohlásil protestantské náboženství za ilegální. Bossuet v této souvislosti chválil kancléře Le Telliera, který byl jedním z hlavních redaktorů intolerančního ediktu a krále Ludvíka XIV. při této příležitosti označil za „nového Konstantina“.
K nejvýznamnějším Bossuetovým dílům náleží Discours sur l'histoire universelle (Rozprava o světových dějinách) a Politique tirée des propres paroles de l'Écriture sainte (Politika čerpaná ze samých slov Písma svatého).